# Херман I фон Шпигел
Херман I фон Шпигел (на немски: Hermann I von Spiegel; * 1190/1199; † сл. 1259) е рицар от фамилията фон Шпигел, спомената за пръв път в документи през 1224 г. с резиденция замък „Бург Дезенберг“ близо до Варбург, Вестфалия.

## Произход
Той е син на Освалд I фон Шпигел и брат на Урсула фон Шпигел, омъжена за Хайнрих фон Шартенберг.
През 1787 г. линията „Шпигел цум Дезенберг“ е издигната на пруски графове.

## Фамилия
Херман I фон Шпигел се жени за Юта фон Папенхайм († сл. 1259), внучка на Лудолф фон Папенхайм († сл. 1198), дъщеря на Рабе Папенхайм († сл. 1224) и роднина на рицар Рабе фон Папенхайм († сл. 1266). Те имат пет деца:
- Екберт I фон Шпигел (* пр. 1259; † сл. 1295), рицар, женен за Юта фон Падберг († сл. 1286), дъщеря на рицар Йохан фон Падберг († 1248) и Ерментруд фон Билщайн († пр. 1231); има две дъщери
- дъщеря фон Шпигел, омъжена за рицар Лудолф фон Хеерзе († сл. 1286), син на рицар Алберо фон Хеерзе († сл. 1270)
- Херман II фон Шпигел (* пр. 1252/ок. 1230; † сл. 1305), женен за Годеста фон Елферфелд (* пр. 1264; † сл. 1287), дъщеря на Конрад I фон Елферфелд († сл. 1307) и фон Виндек; има пет деца
- дъщеря фон Шпигел († сл. 1259), омъжена за Дитрих Гропе фон Гуденсберг
- Раве I фон Шпигел (* пр. 1259; † сл. 1275), рицар; има четири деца